# Castello di Tizzano Val Parma
Das Castello di Tizzano Val Parma ist die Ruine einer mittelalterlichen Hangburg in Tizzano Val Parma in der italienischen Region Emilia-Romagna. Sie liegt in der Via al Castello.

## Geschichte
Die Burg wurde über dem Parmatal und über der Salzstraße errichtet, vermutlich im 10. oder 11. Jahrhundert. Das erste Zeugnis der Existenz der Siedlung Tizzano stammt aus dem Jahr 991, aber Dokumente, in denen die Burg erwähnt ist, sind erst aus dem 11. Jahrhundert erhalten.
Laut einiger Quellen zweifelhafter Zuverlässigkeit soll die Burg bis ins erste Viertel des 13. Jahrhunderts zu den Besitzungen von Giberto III. da Correggio gehört haben.
1247 verlehnte sie der Kaiser des Heiligen Römischen Reiches, Friedrich II., an die Terzis, die in Anerkennung ihrer Treue und der Dienste, die die Familie dem Kaiserreich anbot, als Grafen von Tizzano sowie von Belverdere investiert wurden. Die Terzis waren Erben der Da Cornazzanos seit der Zeit von Friedrich Barbarossa.
1364 schworen die Brüder Niccolò Terzi der Ältere und Giberto, damals Familienoberhaupt der Terzis aus Sissa, dem Herzog von Mailand, Bernabò Visconti, für die Burgen in Tizzano und Belvedere die Treue. Die Überlassungen als Lehen wurden Niccolò Terzi dem Älteren und seinen Erben im August 1386 von Gian Galeazzo Visconti bestätigt, der sich gleichzeitig für weitergehende Immunitäten für Tizzano entschied. Im folgenden Jahr, am 19. August 1387, wurden die Lehensinvestituren vom römisch-deutschen König Wenzel mit einem Diplom, das in Nürnberg unterzeichnet wurde, bestätigt.
Nach der Ermordung von Ottobuono Terzi, dem Herrn von Parma und Reggio, im Hinterhalt von Rubiera im Mai 1409 wurde die Burg von den Fieschis eingenommen. Einige Jahre später erhielt ein Sohn von Ottobuono Terzi, Niccolò de’ Terzi, der Krieger, ein Condottiere und Diplomat in Diensten von Filippo Maria Visconti, für seine Verdienste erneut das Gebiet und den Titel des Grafen von Tizzano, die er bis 1449 behielt; dann musste er, da der letzte der Viscontis verstorben und im Herzogtum Mailand Francesco I. Sforza an die Macht gekommen war, zusammen mit seiner Familie an den Hof der Gonzagas in Mantua flüchten. Sforza investierte später den Grafen Pietro Ghirasio da Contrano, auch Fiasco da Girasio, in das Lehen. Sein Sohn, Agolante oder Avolante, überließ die Burg dem Markgrafen Gianfrancesco I. Pallavicino ohne Wissen seines älteren Bruders Anfitrione, der vergeblich versuchte, sie wieder in seinen Besitz zu bringen.
Nach dem Tod von Rolando Pallavicino wurde das Lehen für einige Jahre unter seinen Nachkommen aufgeteilt. Schließlich kaufte es der Herzog von Parma, Ottavio Farnese, trotz der Ansprüche der Terzis. Nur wenige Jahre später, während des Krieges um Parma 1551, wurde die Burg vom Heer von Ferrante I. Gonzaga angegriffen, das die Burg mit 456 Kanonenschüssen belegte und grundlegend beschädigte.
1650 investiert der Herzog Ranussio II. Farnese den Markgrafen Domenico Doria in das Lehen. Die bedeutende Genueser Familie behielt das Eigentum an der beschädigten Burg, die damals aus einem Baukörper und einem großen Turm bestand, bis zum Tod des letzten Familienmitgliedes, Maria Maddalena, Ende des 18. Jahrhunderts. Später gelangte Markgraf Troilo Venturi in den Besitz der Burgruine, war aber gezwungen, Tizzano 1806 wegen der napoleonischen Dekrete zur Abschaffung des Lehenswesens aufzugeben.
Später kauften die Castigliones die Burg, die schon in Ruinen lag, aber 1834 wurde sie durch einen Erdstoß beschädigt, der zum Einsturz des Nordflügels führte.
1913 kaufte der Bildhauer Ettore Ximenes die Festung mit dem Ziel, sie als Sommerresidenz auszubauen. Er beauftragte mit dem Umbauprojekt den Architekten Lamberto Cusani, aber die Arbeiten wurden kaum, dass sie begonnen hatten, vom Ersten Weltkrieg unterbrochen und nie wieder aufgenommen.
1930 verließen die letzten Bewohner die Burgruine, die 1961 die Gemeinde Tizzano Val Parma kaufte.
Erst 2002 gelang es der Gemeindeverwaltung, mit einer Reihe von Ausgrabungen in den Ruinen der Burg zu beginnen, die dazu führten, dass ein Saal im Erdgeschoss ans Licht gebracht wurde, der im folgenden Jahr zusammen mit der Umfassungsmauer und dem Turm restauriert wurde. Weitere Eingriffe wurden 2014 mit dem Bau einer Reihe von Verbindungsgängen, der strukturellen Sanierung der Ruinen und ihrem Umbau in ein Gelände für Aufführungen und Kulturveranstaltungen durchgeführt.

## Beschreibung
Von der ursprünglichen Burg, die ganz aus Stein bestand und sich an einem steilen Hang befand, sind heute nur noch die Umfassungsmauern und von ihrem Inhalt ein breiter, verstümmelter Turm mit rechteckigem Grundriss und ein Raum mit Tonnengewölbedecke im Erdgeschoss erhalten, die durch zwei breite Rundbögen an der Ausgrabungsstätte geöffnet sind.
Eine Reihe von Verbindungsgängen vermitteln den Zugang zum oberen Stockwerk ohne Dach, in dem sich drei rechteckige Fenster zum Tal hin öffnen. Der Raum wird dank seiner breiten Öffnung in der westlichen Wand als Bühne bei musikalischen Darbietungen genutzt.